# بازیچه
بازیچه (فیلم) فیلمی به کارگردانی تورج منصوری و نویسندگی میثاق امیرفجر ساختهٔ سال ۱۳۷۱ است.

## خلاصه داستان
قدیر ظفرلو صاحب یک شرکت مضاربه‌ای جهت تهیه ویزای سفر برای دخترش فرشته، او را به عقد راننده خود امیر درمی‌آورد. ملوک همسر اول قدیر، امیر را در جریان قرار داده و امیر نیز از خروج فرشته جلوگیری می‌کند. فرشته که برای رهایی خود به منزل پدرش رفته بود با طلبکاران پدرش روبرو می‌شود و به منزل امیر بازمی‌گردد. قدیر به آمریکا می‌رود اما پس از چند سال به ایران بازگردانده می‌شود. سرانجام او با کمک فرشته سرمایهٔ خود را بین سهامداران تقسیم می‌کند.

## بازیگران
- عزت‌الله انتظامی
- شهراد وثوقی
- نسرین مقانلو
- محبوبه بیات
- مهری ودادیان
- محمد سیف‌الهی
- نیکو خردمند